# Holochrea xanthogramma
Holochrea xanthogramma là một loài bướm đêm thuộc phân họ Arctiinae, họ Erebidae.